# Taghi Riahi
Taghi Riahi ou Riyahi (en persan : تقی ریاحی) est un officier supérieur Iranien de l'armée impériale iranienne né en 1910 (ou 1911) à Chalesthar (ville de la province Chahar-Mahaal-et-Bakhtiari), en Iran, et mort le 4 août 1989 à Nice, en France[réf. nécessaire]. Il a servi comme Chef d'état-major de l'Armée, pendant une partie du mandat de premier ministre de Mohammad Mossadegh (du 1er mars au 19 août 1953) et reste à ses côtés pendant l'Opération Ajax. Après la Révolution iranienne, il ajoute à ses fonctions celles du ministre de la défense nationale dans le gouvernement provisoire de Mehdi Bazargan du 30 mars 1979 au 18 septembre 1979.